# تشهريق عليا
تشهريق عليا هي قرية في مقاطعة سلماس، إيران. يقدر عدد سكانها بـ 831 نسمة بحسب إحصاء 2016.